# A Saar-vidék az 1952. évi nyári olimpiai játékokon
A Saar-vidék nemzeti olimpiai bizottsága, a Saar-vidéki Nemzeti Olimpiai Bizottság 1950 nyarán jött létre. Az 1947 és 1956 között létező független állam egyetlen alkalommal, az 1952-es nyárin szerepelt az olimpiai játékokon, ahol 36 sportolóval volt jelen. Sportolói dobogós helyezést nem szereztek, a csapat legjobb eredménye egy 9. hely volt, Therese Zenz révén női kajak egyes 500 méteren.
1956. október 27-től az ország Nyugat-Németország része lett, ezt követően sportolói a nyugat-német olimpiai csapatban szerepeltek, ezen belül 1956 és 1964 között az Egyesült Német Csapat részeként.